# Cnemaspis andersonii
Cnemaspis andersonii es una especie de gecos de la familia Gekkonidae.

## Distribución geográfica
Es endémica de las islas Andamán, pertenecientes a la India.

## Estado de conservación
Se encuentra amenazada por la pérdida de su hábitat natural.